# Galatasaray Spor Kulübü 2017-2018 (pallavolo femminile)
Questa voce raccoglie le informazioni riguardanti il Galatasaray Spor Kulübü nelle competizioni ufficiali della stagione 2017-2018.

## Organigramma societario
Area direttiva
- Presidente: Dursun Özbek

Area tecnica
- Allenatore: Ataman Güneyligil
- Allenatore in seconda: Cihan Çintay, Gençer Yarkin

## Rosa
| N° | Nome                | Ruolo | Data di nascita  | Nazionalità sportiva |
| -- | ------------------- | ----- | ---------------- | -------------------- |
| 1  | Cansu Çetin         | S     | 23 maggio 1993   | Turchia              |
| 2  | İlkin Aydın         | S     | 5 gennaio 2000   | Turchia              |
| 3  | Gizem Güreşen       | L     | 14 gennaio 1987  | Turchia              |
| 5  | Tat'jana Košeleva   | S     | 23 dicembre 1988 | Russia               |
| 6  | Mislina Kılıç       | S     | 30 marzo 1996    | Turchia              |
| 7  | Seda Tokatlıoğlu    | S/O   | 25 giugno 1986   | Turchia              |
| 8  | Sinead Jack         | C     | 8 novembre 1993  | Trinidad e Tobago    |
| 9  | Aslı Kalaç          | C     | 13 dicembre 1995 | Turchia              |
| 10 | Nursevil Aydınlar   | P     | 28 novembre 1995 | Turchia              |
| 11 | Gamze Alikaya       | P     | 1º gennaio 1993  | Turchia              |
| 12 | Bihter Dumanoğlu    | L     | 3 febbraio 1995  | Turchia              |
| 13 | Buse Kayacan        | L     | 15 luglio 1992   | Turchia              |
| 14 | Hristina Ruseva     | C     | 1º ottobre 1991  | Bulgaria             |
| 16 | Su Zent             | C     | 25 marzo 1996    | Turchia              |
| 17 | Neslihan Demir      | O     | 9 dicembre 1983  | Turchia              |
| 18 | Dobriana Rabadžieva | S     | 14 giugno 1991   | Bulgaria             |

## Statistiche

### Statistiche di squadra
| Competizione     | Punti  | In casa | In casa | In casa | In trasferta | In trasferta | In trasferta | Totale | Totale | Totale |
| Competizione     | Punti  | G       | V       | P       | G            | V            | P            | G      | V      | P      |
| ---------------- | ------ | ------- | ------- | ------- | ------------ | ------------ | ------------ | ------ | ------ | ------ |
| Sultanlar Ligi   | 48,085 | 15      | 9       | 6       | 14           | 9            | 5            | 29     | 18     | 11     |
| Coppa di Turchia | -      | 0       | 0       | 0       | 0            | 0            | 0            | 2      | 1      | 1      |
| Champions League | 12     | 4       | 2       | 2       | 4            | 3            | 1            | 10     | 5      | 5      |
| Totale           | -      | 19      | 11      | 8       | 18           | 12           | 6            | 41     | 24     | 17     |

G = partite giocate; V = partite vinte; P = partite perse

### Statistiche dei giocatori
| Giocatore      | Campionato | Campionato | Campionato | Campionato | Campionato | Coppa di Turchia | Coppa di Turchia | Coppa di Turchia | Coppa di Turchia | Coppa di Turchia | Champions League | Champions League | Champions League | Champions League | Champions League | Totale | Totale | Totale | Totale | Totale |
| Giocatore      | P          | PT         | AV         | MV         | BV         | P                | PT               | AV               | MV               | BV               | P                | PT               | AV               | MV               | BV               | P      | PT     | AV     | MV     | BV     |
| -------------- | ---------- | ---------- | ---------- | ---------- | ---------- | ---------------- | ---------------- | ---------------- | ---------------- | ---------------- | ---------------- | ---------------- | ---------------- | ---------------- | ---------------- | ------ | ------ | ------ | ------ | ------ |
| G. Alikaya     | 29         | 114        | 32         | 29         | 53         | 2                | 9                | 3                | 2                | 4                | 9                | 21               | 4                | 6                | 11               | 40     | 144    | 39     | 37     | 68     |
| İ. Aydın       | 23         | 25         | 23         | 0          | 2          | 3                | 2                | 1                | 1                | 0                | 6                | 1                | 1                | 0                | 0                | 32     | 28     | 25     | 1      | 2      |
| N. Aydınlar    | 28         | 13         | 4          | 4          | 5          | 2                | 0                | 0                | 0                | 0                | 7                | 6                | 2                | 1                | 3                | 37     | 19     | 6      | 5      | 8      |
| C. Çetin       | 27         | 48         | 40         | 5          | 3          | 2                | 0                | 0                | 0                | 0                | 7                | 17               | 15               | 1                | 1                | 36     | 65     | 55     | 6      | 4      |
| N. Demir       | 27         | 382        | 305        | 35         | 42         | 2                | 24               | 15               | 3                | 6                | 10               | 166              | 122              | 12               | 32               | 39     | 572    | 442    | 50     | 80     |
| B. Dumanoğlu   | 10         | 1          | 0          | 0          | 1          | 1                | 0                | 0                | 0                | 0                | 3                | 0                | 0                | 0                | 0                | 24     | 1      | 0      | 0      | 1      |
| G. Güreşen     | 17         | 0          | 0          | 0          | 0          | 2                | 0                | 0                | 0                | 0                | 10               | 0                | 0                | 0                | 0                | 29     | 0      | 0      | 0      | 0      |
| S. Jack        | 27         | 213        | 140        | 59         | 14         | 2                | 13               | 12               | 1                | 0                | 10               | 107              | 66               | 31               | 10               | 39     | 333    | 218    | 91     | 24     |
| A. Kalaç       | 29         | 168        | 90         | 33         | 45         | 2                | 11               | 5                | 5                | 1                | 9                | 25               | 14               | 5                | 6                | 40     | 204    | 109    | 43     | 52     |
| B. Kayacan     | 16         | 0          | 0          | 0          | 0          | 1                | 0                | 0                | 0                | 0                | 1                | 0                | 0                | 0                | 0                | 18     | 0      | 0      | 0      | 0      |
| M. Kılıç       | 0          | 0          | 0          | 0          | 0          | -                | -                | -                | -                | -                | -                | -                | -                | -                | -                | 0      | 0      | 0      | 0      | 0      |
| T. Košeleva    | 25         | 397        | 350        | 21         | 26         | 2                | 24               | 19               | 3                | 2                | 7                | 109              | 93               | 12               | 4                | 34     | 530    | 462    | 36     | 32     |
| D. Rabadžieva  | 28         | 361        | 298        | 33         | 30         | 2                | 31               | 29               | 1                | 1                | 10               | 124              | 94               | 15               | 15               | 40     | 516    | 421    | 49     | 46     |
| H. Ruseva      | 27         | 156        | 84         | 61         | 11         | 2                | 3                | 2                | 1                | 0                | 9                | 60               | 38               | 19               | 3                | 38     | 219    | 124    | 81     | 14     |
| S. Tokatlıoğlu | 7          | 52         | 45         | 4          | 3          | 1                | 3                | 2                | 1                | 0                | 5                | 25               | 22               | 2                | 1                | 13     | 80     | 69     | 7      | 4      |
| S. Zent        | 0          | 0          | 0          | 0          | 0          | -                | -                | -                | -                | -                | 1                | 0                | 0                | 0                | 0                | 1      | 0      | 0      | 0      | 0      |

P = presenze; PT = punti totali; AV = attacchi vincenti; MV = muri vincenti; BV = battute vincenti